# Клаус, Ханс-Дитрих
Ханс-Дитрих Клаус (нем. Hans-Dietrich Klaus; род. 14 марта 1942, Хоэнэльбе, ныне Чехия) — немецкий кларнетист и музыкальный педагог; солист симфонического оркестра Кёльнского радио, преподаватель Детмольдской высшей школы музыки.

## Биография
Ханс-Дитрих Клаус получил музыкальное образование в Детмольдской высшей школе музыки под руководством Йоста Михаэльса и окончил её с отличием. С 1970 по 1972 год он был солистом Вуппертальского симфонического оркестра, затем перешёл в симфонический оркестр Кёльнского радио (до 1984 г.).
Наряду с работой в оркестрах Ханс-Дитрих Клаус выступает сольно и в составе камерных ансамблей. Среди его партнёров по ансамблю пианисты Вернер Генуйт и Нерин Барретт, совместно с которой они записали кларнетовые сонаты Брамса и Галя, и Берлинский ансамбль имени Гайдна.
С 1985 года Ханс-Дитрих Клаус преподаёт в Детмольдской высшей школы музыки. Среди его учеников солист симфонического оркестра Мариинского театра Иван Столбов и солист оркестра Баденского государственного театра Франк Небль.